# هشام المصری
هشام المصری (عربی: هشام المصري؛ زادهٔ ۲۷ فوریه ۱۹۷۳) شناگر اهل سوریه بود.
وی در مسابقات کشوری و بین‌المللی در مجموع برندهٔ ۲ مدال طلا شده‌است.